# バーンズ郡区 (アイオワ州ブエナビスタ郡)
バーンズ郡区は、アメリカ合衆国、アイオワ州、ブエナビスタ郡にある16の郡区の一つである。2000年の国勢調査で、人口は695人だった。

## 地理
バーンズ郡区は、94.1平方キロメートル（36.32平方マイル)で、Linn GroveとRembrandtが含まれる。アメリカ地質調査所によると、この郡区はBarnes TownshipとLittle Sioux Valleyの2つの霊園が含まれる。